# Alfonso XIII (metropolitana di Madrid)
Alfonso XIII è una stazione della linea 4 della metropolitana di Madrid.
Si trova sotto alla Calle de López de Hoyos, nell'intersezione con la Calle de Clara del Rey e non lontano dall'inizio dell'Avenida de Alfonso XIII, nel distretto di Chamartín.

## Storia
La stazione fu aperta al pubblico il 26 marzo 1973, in corrispondenza dell'ampliazione della linea 4 dalla stazione di Diego de León. Fu capolinea della linea fino al 5 maggio 1979.

## Accessi
Vestibolo Alfonso XIII
- Clara del Rey: Calle de Clara del Rey 81 (angolo con la Calle López de Hoyos, 190)